# 王辩 (武宁县男)
王辩（563年—618年2月16日），字警略，隋朝将领。

## 生平

### 家世
冯翊蒲城人。祖王训，因行商致富，西魏年间，出粟助给军粮，为假清河太守。

### 早期仕途
王辩年轻时学习兵书，尤善骑射，慷慨有大志。北周年间，以军功授帅都督。隋朝开皇初年，迁大都督。仁寿年间，迁车骑将军。
隋炀帝登基初，皇弟汉王杨谅作乱。王辩随尚书左仆射杨素讨平之，赐爵武宁县男，邑三百户。三年后，迁尚舍奉御。从征吐谷浑，拜朝请大夫。数年后，转鹰扬郎将。隋炀帝征高句丽时，以功加通议大夫，不久迁虎贲郎将。

### 平乱身亡
隋末民变之际，山东有民变，隋炀帝引王辩升御榻，问方略。王辩谈论平乱之法，炀帝称善：“果然如此，贼不足忧。”于是将随行步骑三千给王辩统领，击败变军，赐王辩黄金二百两。勃海变军高士达自号东海公，有众数万人。炀帝令王辩击之，屡挫其锐。炀帝在江都宫，闻讯召王辩，相见后礼赐甚厚，又令他去信都讨伐高士达，王辩又击破之，得炀帝优诏褒显。
大业十二年（616年），时值隋末民变，张金称、郝孝德、孙宣雅、高士达、杨公卿、时季康、窦建德、魏刀儿等寇掠河北，屠陷郡县；隋将帅败亡者相继，只有王辩、清河郡丞杨善会数战有功。张金称以轻兵掠冠氏，杨善会与平原通守杨元弘率步骑数万袭其本营，王辩军亦至，张金称离开冠氏去救援，于是与王辩交战，不利，杨善会选精锐五百赶赴，所向披靡，王辩军也复振。张金称退守本营，隋朝诸军各自回军。王辩进兵攻打变军，所向皆捷，深为变军所惮。瓦岗军领袖翟让进犯徐州、豫州，王辩进军，频频击退之。翟让不久与瓦岗军另一领袖李密屯据洛口仓。
大业十三年（617年）七月，炀帝遣江都通守王世充率江、淮劲卒，将军王士隆率邛黄蛮，河北大使太常少卿韦霁、时任河南大使虎牙郎将王辩等各率所领同赴东都洛阳讨伐李密。九月，王世充、韦霁、王辩及河内通守孟善谊、河阳郡尉独孤武都各率所部会于洛阳，唯有王士隆没有按期赶到。王辩随王世充与李密对峙，相持于洛水。
大业十四年（618年）正月，王世充得留守洛阳的皇孙越王杨侗派来的援兵，进击李密于洛北，败之，于是屯兵巩北，命诸军各自造浮桥渡洛水攻打李密，先造成桥的先进兵，前后不一。时任虎贲郎将王辩破李密外栅，李密营中惊扰，将要溃败，隋军即将杀入；王世充不知，担心将士劳累困倦，鸣角收兵，李密因而率数百敢死锐卒分三队反击，王世充大败，争桥溺死者万余人。王辩身披重甲，到洛水时，桥已经坏了，只能涉水渡河，到中流时，因溺水者拉扯而坠马。败军相互践踏，王辩无法上马，终于也被溺死，三军莫不痛惜。孟善谊、其他虎贲郎将杨威、刘长恭、梁德重、董智通、霍世举等都阵亡。王世充仅自免，洛北诸军皆溃，独孤武都投降李密。王世充不敢回洛阳，北奔河阳，后来自己下狱请罪，虽被杨侗遣使赦免召还，收合亡散得万余人后，也屯含嘉城不敢复出。

## 评价
- 《隋书》：王辩殒身勍敌，志实勤王。[1]
- 《北史》：王辩殒身勍敌，志在勤王。[2]

## 延伸阅读
[在维基数据编辑]
 《北史·卷078》，出自李延壽《北史》
 《隋書·卷64》，出自魏徵《隋书》